# Rijsenburg

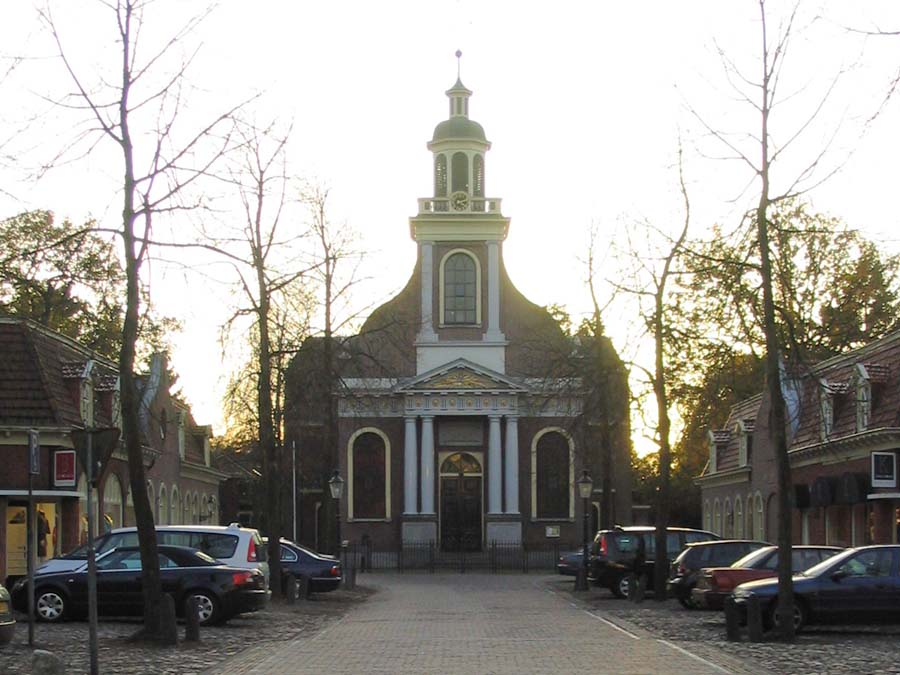
Sint Petrus' bandenkerk

Rijsenburg is een voormalig dorp dat vanaf 1931 deel uitmaakt van de plaats en voormalige gemeente Driebergen-Rijsenburg. De gemeente Driebergen-Rijsenburg is per 1 januari 2006 samengevoegd met Amerongen, Doorn, Leersum, Maarn, Maarsbergen en Overberg tot de nieuwe gemeente Utrechtse Heuvelrug.

## Grondgebied en voormalige burgemeesters
De gemeente Rijsenburg is in 1818 losgemaakt uit Driebergen. Vanaf 1850 was de burgemeester van Driebergen ook burgemeester van Rijsenburg, tot aan de samenvoeging in 1931. Rijsenburg was nagenoeg als enclave ingesloten door Driebergen en besloeg na de samenvoeging 1/13 deel van het grondgebied van Driebergen-Rijsenburg.

## Huis Rijsenburg
Rond een toen gebouwde woontoren is in de dertiende eeuw Rijsenburg ontstaan. In 1536 was deze woontoren uitgegroeid tot een burcht en werd Rijsenburg als ridderhofstad erkend. Rond 1800 werd dit kasteel, met uitzondering van het poortgebouw uit 1635 afgebroken.
Het poortgebouw is in 1985 gerestaureerd. Het rechthoekige gebouw is opgetrokken uit baksteen en heeft een met pannen bedekt schilddak. De poortdoorgang heeft een vlakke, houten zoldering. De poortdeur is van eikenhout.
Achter het poortgebouw staat een boerderij, die omstreeks 1850 is gebouwd op de fundamenten van een eerdere boerderij. De kelder heeft een stenen tongewelf uit de middeleeuwen.

## Kerkplein
De Rooms-Katholieke Sint-Petrus'-Bandenkerk is in 1810 gebouwd door de architect Adrianus Tollus in opdracht van ambachtsheer Petrus Judocus van Oosthuyse, als onderdeel van een geheel nieuw dorp, 2 km verwijderd van het toen al niet meer bestaande kasteel Rijsenburg. De kerk dateert uit de napoleontische tijd en is de enige kerk in Nederland die gebouwd is in Empirestijl. Bij de kerk kwamen woon- en koetshuizen in een halve cirkel te staan. In 1813 werd tegenover de kerk logement Het Wapen van Rijsenburg gebouwd. Het kerkplein heeft de status van beschermd dorpsgezicht. In de jaren 1990 is de vereniging Vrienden van het Kerkplein opgericht om het Kerkplein 'op orde' te houden en evenementen te organiseren voor inwoners van Driebergen-Rijsenburg.

## Grootseminarie
In 1856/57 wordt in opdracht van mgr. Johannes Zwijsen het Groot-seminarie Rijsenburg gebouwd, op Driebergs grondgebied, op het terrein van buitenplaats Sparrendaal (Driebergen). De architect was H.J. van den Brink. H.J. van Tulder ontwierp in 1857 de kapel.
In 1870 werd Dr. Herman Schaepman professor aan het groot-seminarie. Bernardus Alfrink, de latere aartsbisschip van Utrecht, doceerde er vanaf oktober 1933 exegese.
In 1942 werden de gebouwen door de Duitse bezetter gevorderd. Het seminarie verhuisde toen tijdelijk naar kasteel Keppel in Laag-Keppel in de Achterhoek.
Over een opstand onder de priesterstudenten tegen de leiding van het seminarie in 1961 schreef Jan ter Laak in 1999 het boek Brave rebellen: Herinneringen aan de eerste studentenopstand in Nederland (1961).
Het grootseminarie sloot in 1968, waarna de gemeente het complex in 1971 aankocht. Het gebouw is in 1984 afgebroken en heeft plaatsgemaakt voor een kleine woonwijk met luxe flats en geschakelde bungalows. Het park is deels evenemententerrein en maakt deel uit van de gemeentelijke bossen.
Dorpen: Amerongen · Doorn · Driebergen-Rijsenburg · Leersum · Maarn · Maarsbergen · Overberg

Buurtschappen: Beerschoten · Boswijk · Breedeveen · Darthuizen · De Groep (deels) · Haagje · Haspel · Oud Rijsenburg · Palmstad · Sterkenburg · Valkenheide

Provincie Utrecht · Plaatsen in de provincie